# Тимофій Жуковський
Тимофій Жуковський (біл. Цімафей Жукоўскі), або Тимофей Жуковський (хорв. Timofej Žukovski; нар. 18 грудня 1989, Мінськ) — хорватський волейболіст білоруського походження, пасувальник (розігруючий), гравець збірної Хорватії та польського клубу «Сталь» (Ниса), який виступає в Плюс Лізі.

## Життєпис
Народився 18 грудня 1989 року в м. Мінську.
Грав у клубах «Младость» (Загреб, 2006—2010), РПА ЛуїджіБаккі (Сан-Джустіно, 2010—2011), «Аква Парадізо» (Монца, 2011—2012), СМС Равенна (2012—2013), «Дженералі Гахінґ» (Унтергахінг, 2013—2014), «Експрівіа Нельдірітто» (Мольфетта, 2014—2015), «Берлін Рециклінг Воллейс» (2015—2017), «Кучине Лубе Чивітанова» (2017—2018), «Тонно Калліпо Калабрія» (Вібо-Валентія, 2018—2019), «Сір Сафети Конад» (Перуджа, 2019—2020).
Розмовляє, зокрема, російською мовою.

## Досягнення

### Зі збірною
- переможець Срібної Євроліги 2018.

### Клубні
- володар Кубка виклику ЄКВ 2016,
- чемпіон Хорватії 2008, 2009, 2010,
- чемпіон Німеччини 2015, 2016,
- володар Кубка Хорватії 2008, 2009, 2010,
- володар Кубка Німеччини 2015,
- фіналіст Суперкубка Німеччини 2017,
- призер різних змагань[4].

### Особисті
- найкращий подавальник Золотої Євроліги 2013[5].